# 杜光业
杜光业，五代十国南唐官员，《十国春秋》作杜业，《江表志》作杜光邺。
起初在杨吴任職。南唐升元年间，以兵部尚书兼枢密使。南唐烈祖对他非常信任。他的妻子张氏不准他纳妾。杜业对她像父母亲一样害怕。烈祖命宋福金召見张氏，劝她不要限制杜业纳妾，张氏哭着说，杜业本狂生，遇明主陛下。其早衰多病，纵欲必然有负朝廷。烈祖于是赏给他银盆采缎。杜业最后以劳悴而卒。《资治通鉴》记载，940年，南唐攻打后晋安州，结果被晋军击败，监军杜光业等五百零七人被俘虏到大梁。后晋高祖赐给他们马匹和器物服装，然后送回南唐。杜光业等到达南唐，唐烈祖因为他们违命而败，不肯接纳，又把他们送回淮河以北。后晋高祖再把他们遣送，从宿州的桐墟渡过淮河，南唐派战船阻拒，只好北还。后晋便把南唐诸将都授以官职。